# Рафи Рафиев
Рафи Нуриев Рафиев е български футболист, централен нападател или десен краен нападател. Притежава много бърз спринт, добра игра с глава и умение да отбелязва голове със задна ножица.

## Кариера
Рафиев започва да спортува като лекоатлет в „Лудогорец". Забелязан, че притежава голяма бързина е привлечен в юношеския отбор на „Лудогорец", където играе в Североизточната юношеска В група (1971 – 1973). През този период заедно със Захари Минчев се открояват като най-добрите играчи на отбора. На 17 години дебютира в мъжкия отбор, в който играе в периода 1973 – 1975, както и през сезон 1988 – 1989 и отбелязва общо 26 гола, като става голмайстор на отбора за сезон 1988 – 1989 с 14 гола. Най-дългият период в кариерата му е в „Черно море" (Варна) (1975 – 1987). Един сезон играе в „Спартак" (Варна) като записва 26 срещи с 6 гола в елита (1987 – 1988). За „Черно море" изиграва общо 304 срещи в шампионата, в които бележи 82 попадения – 236 мача с 64 гола в А група и 68 мача с 18 гола в Б група. На 3-то място във вечната ранглиста на голмайсторите на клуба в елитното първенство.
През лятото на 1989 г. се изселва в Турция и подписва с „Галатасарай". Изкарва предсезонната подготовка в Германия, след което е даден под наем на Коджаелиспор. Изиграва 1 мач за Купата на Турция и 1 мач в първенството. В първия кръг от шампионата скъсва коленни връзки, поради което слага край на кариерата си.

## Национални отбори
За А националния отбор изиграва 4 мача, в които вкарва 3 гола в един мач. Това се случва в приятелската среща България-Румъния 3 – 2, играна в Русе на 9 март 1983 г. Има 2 мача за Б националния, 9 мача с 4 гола за олимпийския национален отбор и 6 мача с 5 гола за младежкия тим.